# Eupsittula aurea
La cotorra frentidorada, aratinga frentidorada o perico frente de melocotón (Eupsittula aurea) es una especie de ave sudamericana de la familia de los psitácidos cuya área de distribución incluye extensos territorios de Brasil, Perú, Bolivia, Argentina, Paraguay y Surinam. No se reconocen subespecies.

## Descripción
Este perico mide de 23 a 28 cm de largo y pesa de 74 a 94 g. Los adultos tienen la frente de color naranja melocotón; su corona posterior es de color azul opaco. Posee un anillo ocular amarillo. Su nuca, partes superiores y cola son de color verde opaco. Sus mejillas y garganta son de color marrón oliva pálido que pasa a través de su pecho y vientre a una cloaca y coberteras inferiores de la cola de color amarillo verdoso. Sus alas son en su mayoría verdes en la parte superior y amarillo verdosas en la parte inferior, con plumas de vuelo de color azul verdoso. Las aves inmaduras son similares a los adultos pero tienen menos naranja y azul en la cabeza. No existe dimorfismo sexual aparente, es decir, el macho y la hembra son muy similares.

## Alimentación
Su alimento principal son las semillas de una amplia variedad de plantas; también se alimenta de frutas, insectos como hormigas, termitas y escarabajos e incluso larvas. No obstante, en algunos países este loro es considerado una plaga, debido a que se alimenta en campos agrícolas y arruinan los cultivos. Por ello, también es cazado por los agricultores.

## Reproducción
El perico se reproduce en junio y julio en Perú y entre septiembre y diciembre en el centro de Brasil; su temporada en otros lugares no ha sido definida. Suele excavar su nido en termiteros, tanto en el suelo como en los árboles. Las hembras ponen de dos a cuatro huevos. En cautiverio, el período de incubación es de 23 días y los pichones adquieren plumas 48 días después de la eclosión.

## Amenazas y conservación
La UICN cataloga a este loro como especie bajo preocupación menor. Sin embargo, la población en estado silvestre de esta especie va decreciendo, debido principalmente al tráfico ilegal como mascotas y la destrucción de hábitat. 